# Luiz Carlos de Souza Pinto Júnior
Luiz Carlos de Souza Pinto Júnior, (Rio de Janeiro, 31 de agosto de 1980) é um treinador e  ex-futebolista brasileiro que atuava como atacante. Atualmente comanda o Ceres.

## Carreira
Luiz Carlos se destacou pelo Ceará na posição de centro-avante fazendo 12 gols no Campeonato Brasileiro Série B. Chegou a ser comparado com Adriano Imperador nessa época. Foi contratado pelo Internacional de Porto Alegre em 2008 e, mesmo tendo jogado em pouquíssimas partidas, foi campeão da Copa Sul-americana 2008.
Em 2009, foi emprestado para o Fortaleza, clube pelo qual marcou 12 gols no Campeonato Brasileiro Série B. Devido a desentendimentos com o elenco do clube, o atacante rescindiu contrato com o mesmo, podendo voltar ao Inter, com quem tem vínculo até Agosto de 2012. A diretoria do Fortaleza, porém, voltou atrás e o atacante permaneceu até o fim do ano, mas não evitou o rebaixamento do time à Série C.
Foi contratado em 2010 pela Portuguesa, por empréstimo de 1 ano, para defender o clube até o final da temporada.
Em 2011, Luiz Carlos é novamente emprestado, desta vez ao Novo Hamburgo, para disputa do Gauchão.
Em Junho, de 2011, Luiz Carlos é novamente emprestado, desta vez é para o Brasil de Pelotas, para a disputa do Campeonato Brasileiro da Série C.
Em 2012, acertou com o Brasiliense. Já no ano de 2014, acertou com o America-RJ.

## O Homem do Recurso
Luiz Carlos foi apelidado de "O Homem do Recurso", devido a um lance de treino com o volante Edinho, seu companheiro do Internacional na época. Em meados de 2008, quando o time do Internacional treinava num campo de futebol society, Edinho teve um raro momento de habilidade e aplicou uma desconcertante janela em Luiz Carlos. 
Na hora, todos o jogadores começaram a rir e a caçoar do atacante, 
que tentou explicar o incrível drible que havia tomado apenas 
dizendo a seguinte frase: "O Edinho tem recurso!". Dita esta frase,
os risos aumentaram mais ainda e, desde então, o jogador ficou conhecido como "O Homem do Recurso".

## Títulos
- Copa Sul-Americana: 2008
- Campeonato Cearense: 2009
- Taça Padre Cícero: 2013